# Inversió de població
En física, concretament en mecànica estadística, la inversió de població és una situació que es produeix quan un sistema (com ara un grup d'àtoms o molècules) es troba en un estat en què hi ha més membres del sistema en estats excitats superiors que en estats d'energia inferiors i en l'estat fonamental. S'anomena inversió perquè en molts sistemes físics familiars i en condicions habituals, això no és possible. Aquest concepte és d'importància fonamental per als làsers perquè la creació d'una inversió de població és un pas necessari en el funcionament d'un làser estàndard.

## Distribucions de Boltzmann i equilibri tèrmic
Per entendre el concepte d'inversió de població, cal entendre aspectes de la termodinàmica i la forma en què la llum interactua amb la matèria. Per fer-ho, és útil considerar un conjunt molt senzill d'àtoms que formen el medi actiu d'un làser. Suposem que hi ha un grup d'N àtoms, cadascun dels quals pot estar en un dels dos estats d'energia següents:
1. L'estat fonamental, amb energia E1; o bé
2. L'estat excitat, amb energia E₂, i essent E₂ > E1 .

El nombre d'aquests àtoms que es troben en l'estat fonamental es representa amb N1 i el nombre d'àtoms en l'estat excitat amb N₂. Com que hi ha N àtoms en total,
{\displaystyle N_{1}+N_{2}=N}
La diferència d'energia entre els dos estats, donada per
{\displaystyle \Delta E_{12}=E_{2}-E_{1},}
determina la freqüència característica {\textstyle \nu _{12}} de la llum que interactuarà amb els àtoms. Aquesta ve donada per la relació d'Einstein:
{\displaystyle E_{2}-E_{1}=\Delta E_{12}=h\nu _{12},}
essent h la constant de Planck.
Si el grup d'àtoms està en equilibri tèrmic, es pot demostrar a partir de l'estadística de Maxwell-Boltzmann que la proporció del nombre d'àtoms en cada estat correspon a la proporció entre dues distribucions de Boltzmann, el factor de Boltzmann:
{\displaystyle {\frac {N_{2}}{N_{1}}}=\exp {\frac {-(E_{2}-E_{1})}{kT}},}
on T és la temperatura termodinàmica del grup d'àtoms i k és la constant de Boltzmann.
Podem calcular la proporció de les poblacions dels dos estats a temperatura ambient (T ≈ 300 K) per a una diferència d'energia ΔE, que correspon a la llum d'una freqüència dins de l'interval de la llum visible (ν ≈ 5×10¹⁴ Hz). En aquest cas, E = E₂ - E1 ≈ 2,07 eV, i kT ≈ 0,026 eV. Com que E₂ - E1 ≫ kT, l'argument de l'exponencial de l'equació anterior és un valor negatiu molt gran i, com a tal, N₂/N1 és molt petit; és a dir, gairebé no hi ha àtoms en l'estat excitat. En equilibri tèrmic, doncs, es veu que l'estat de menor energia està més poblat que l'estat d'energia superior, i aquest és l'estat normal del sistema. A mesura que T augmenta, el nombre d'àtoms en l'estat d'alta energia (N₂) augmenta, però N₂ mai no supera N 1 per a un sistema en equilibri tèrmic; de fet, a una temperatura infinita, les poblacions N₂ i N1 són iguals. En altres paraules, una inversió de població (N₂/N1 > 1) no pot existir mai en un sistema en equilibri tèrmic. Per tant, aconseguir una inversió de població requereix dur el sistema a un estat de no-equilibri.

## Interacció de la llum amb la matèria
Hi ha tres tipus d'interaccions possibles entre un sistema d'àtoms i la llum:

### Absorció
Si llum (fotons) de freqüència ν₁₂ passa a través del grup d'àtoms, hi ha una certa possibilitat que la llum sigui absorbida per electrons que es troben en l'estat fonamental, cosa que els excitarà i els farà passar a l'estat energètic superior. La taxa d'absorció és proporcional a la intensitat de la radiació de la llum, i també al nombre d'àtoms que hi ha en cada moment en l'estat fonamental, N1.

### Emissió espontània
Si els àtoms es troben en l'estat excitat, es produeixen desexcitacions espontànies cap a l'estat fonamental a un ritme proporcional a N₂, el nombre d'àtoms en estat excitat. La diferència d'energia entre els dos estats, ΔE21, s'emet des de l'àtom com un fotó de freqüència ν21, tal com estableix la relació d'Einstein que hem citat anteriorment.
Els fotons s'emeten estocàsticament i no hi ha una relació de fase fixa entre els fotons emesos per un grup d'àtoms excitats; és a dir, l'emissió espontània és incoherent. En absència d'altres processos, el nombre d'àtoms en l'estat excitat en un instant t és donat per
{\displaystyle N_{2}(t)=N_{2}(0)\exp {\frac {-t}{\tau _{21}}},}
on N₂(0) és el nombre d'àtoms excitats en l'instant t = 0, i τ21 és la vida mitjana de la transició entre els dos estats.

### Emissió estimulada
Si un àtom ja és en l'estat excitat, pot ser pertorbat pel pas d'un fotó que té una freqüència ν21 corresponent a l'interval d'energia ΔE de la transició de l'estat excitat al fonamental. En aquest cas, l'àtom excitat es relaxa cap a l'estat fonamental i produeix un segon fotó de freqüència ν21. El fotó original no és absorbit per l'àtom, de manera que el resultat és dos fotons de la mateixa freqüència. Aquest procés es coneix com a emissió estimulada.
En concret, un àtom excitat actua com un petit dipol elèctric que oscil·la amb el camp extern proporcionat. Una de les conseqüències d'aquesta oscil·lació és que anima els electrons a desexcitar-se cap a l'estat energètic més baix. Quan això succeeix a causa de la presència del camp electromagnètic d'un fotó, s'allibera un fotó que té la mateixa fase i direcció que el fotó «estimulant».
La velocitat amb què es produeix l'emissió estimulada és proporcional al nombre d'àtoms que hi ha en l'estat excitat, N₂, i a la densitat de radiació de la llum. Albert Einstein va demostrar que la probabilitat que un fotó provoqui emissió estimulada en un únic àtom excitat és exactament igual a la probabilitat que un fotó sigui absorbit per un àtom que es troba en l'estat fonamental. Per tant, quan el nombre d'àtoms en estat fonamental i el nombre d'àtoms en estats excitats són iguals, la taxa d'emissió estimulada és igual a la taxa d'absorció, per a una densitat de radiació determinada.
Una característica bàsica de l'emissió estimulada és que el fotó emès té la mateixa freqüència i fase que el fotó incident. En altres paraules, els dos fotons són coherents. És aquesta propietat la que permet l'amplificació òptica i la creació d'un sistema làser. Durant el funcionament d'un làser, es produeixen les tres interaccions llum-matèria descrites anteriorment. Inicialment, els àtoms són excitats des de l'estat fonamental a l'estat excitat per un procés anomenat bombatge òptic, que es descriu a continuació. Alguns d'aquests àtoms es desexciten per mitjà d'emissió espontània, alliberant llum incoherent com a fotons de freqüència ν. Aquests fotons tornen al medi làser, generalment mitjançant un ressonador òptic. Alguns d'aquests fotons són absorbits pels àtoms en l'estat fonamental i es perden per al procés làser. No obstant això, alguns fotons provoquen l'emissió estimulada en àtoms situats en l'estat excitat, alliberant així un altre fotó coherent. Això resulta en una amplificació òptica. Si el nombre de fotons amplificats per unitat de temps és superior al nombre de fotons que s'absorbeixen, el resultat net és un nombre creixent de fotons en el medi; es diu que el medi actiu té un guany superior a la unitat.
Si l'estat fonamental té una població més alta que l'estat excitat (N1 > N₂), el procés d'absorció domina i hi ha una atenuació neta de fotons. Si les poblacions dels dos estats són iguals (N1 = N₂), la taxa d'absorció de la llum equilibra exactament la taxa d'emissió; aleshores es diu que el medi és òpticament transparent. Si l'estat d'energia superior té una població més gran que l'estat d'energia inferior (N1 < N₂), el procés d'emissió domina i la llum del sistema experimenta un augment net de la intensitat. Així, per produir un ritme més ràpid d'emissions estimulades que d'absorcions, cal que la proporció de les poblacions dels dos estats sigui tal que N₂/N1 > 1; és a dir, cal una inversió de població per al funcionament del làser.

## Regles de selecció
Moltes transicions amb radiació electromagnètica estan prohibides d'acord amb les lleis de la mecànica quàntica. Les transicions permeses es descriuen mitjançant les anomenades regles de selecció, que descriuen les condicions en què és possible una transició radiativa. Per exemple, les transicions només són permeses si ΔS = 0, on S és l'espín total del sistema. En materials reals, altres efectes, com les interaccions amb la xarxa cristal·lina, intervenen per alterar les regles de selecció i proporcionen mecanismes alternatius. En aquests sistemes es poden produir transicions prohibides, però normalment a ritmes més baixos que les transicions permeses. Un exemple clàssic és la fosforescència, en la qual un material té un estat fonamental amb S = 0, un estat excitat amb S = 0 i un estat intermedi amb S = 1. El pas de l'estat intermedi a l'estat fonamental per emissió de llum és lent a causa de les regles de selecció. Així, l'emissió pot continuar després d'eliminar-se la il·luminació exterior. En contraposició, la fluorescència dels materials es caracteritza per una emissió que cessa quan s'elimina la il·luminació exterior.
Les transicions que no impliquen l'absorció o l'emissió de radiació no es veuen afectades per les regles de selecció. Las transicions no radiatives, com entre estats excitats amb S = 0 i S = 1, es poden donar prou ràpidament com per buidar una part de la població S = 0 abans que torni espontàniament a l'estat fonamental.

## Com crear inversió de població
Com s'ha descrit anteriorment, cal obtenir inversió de població per aconseguir emissió làser, però no es pot aconseguir només amb dos nivells d'energia en equilibri tèrmic. De fet, qualsevol mètode mitjançant el qual els àtoms s'exciten directament i contínua des de l'estat fonamental fins a l'estat excitat (com l'absorció òptica) acabarà aconseguint un equilibri amb els processos d'emissió espontània i estimulada. En el millor dels casos, es pot aconseguir una població igualitària dels dos estats, N1 = N₂ = N/2, resultant en transparència òptica, però sense cap guany òptic net.

### Làsers de tres nivells

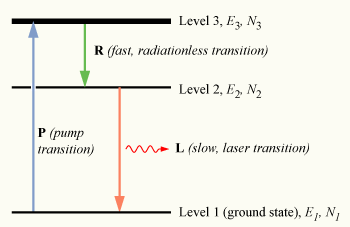
Un diagrama dels nivells d'energia per a un làser de tres nivells.

Per aconseguir condicions de no-equilibri, s'ha d'utilitzar un mètode indirecte per poblar l'estat excitat. Per entendre com es fa, podem utilitzar un model més realista, d'un làser de tres nivells. Considerem un grup d'N àtoms, cadascun dels quals pot estar en qualssevol dels tres estats d'energia 1, 2 i 3, amb les energies E1, E₂ i E₃, i les poblacions N1, N₂ i N₃, respectivament.
Suposem que E1 < E₂ < E₃; és a dir, que l'energia del nivell 2 es troba entre l'estat fonamental i el nivell 3. Inicialment, el sistema d'àtoms es troba en equilibri tèrmic i la majoria dels àtoms estaran en l'estat fonamental, és a dir, N1 ≈ N i N₂ ≈ N₃ ≈ 0. Si ara sotmetem els àtoms a llum d'una freqüència {\displaystyle \scriptstyle \nu _{13}\,=\,{\frac {1}{h}}\left(E_{3}-E_{1}\right)}, el procés d'absorció excitarà electrons des de l'estat fonamental fins al nivell 3. Aquest procés s'anomena bombatge, i no necessàriament sempre implica l'absorció de llum; es poden utilitzar altres mètodes per excitar el medi làser, com ara descàrrega elèctrica o reaccions químiques. El nivell 3 a vegades es coneix com a nivell de bombatge o banda de bombatge, i la transició energètica E1 → E₃ com a transició de bombatge.
Si bombem els electrons contínuament, n'excitarem un nombre apreciable cap al nivell 3, de manera que N₃ > 0. Per tenir un medi adequat per al funcionament del làser, cal que aquests àtoms excitats es desexcitin ràpidament al nivell 2. L'energia alliberada en aquesta transició es pot emetre com a fotó (emissió espontània), però, en la pràctica, la transició 3 → 2 sol ser no radiativa, de manera que l'energia es transfereix a un moviment vibratori (calor) del material, sense la generació de cap fotó.
Un electró del nivell 2 pot desexcitar-se per emissió espontània i caure a l'estat fonamental, alliberant un fotó de freqüència ν₁₂ (amb E₂ - E1 = hν₁₂), anomenada transició làser. Si la vida mitjana d'aquesta transició, τ21 és molt més llarga que la vida mitjana de la transició no radiativa 3 → 2, τ32 (és a dir, τ21 ≫ τ32, el que es coneix com a proporció favorable de vida mitjana), la població d'E ₃ serà essencialment zero (N₃ ≈ 0) i s'acumularà una població d'àtoms excitats en el nivell 2 (N₂ > 0). Si més de la meitat dels àtoms es poden acumular en aquest estat, la seva població serà superior a la població de l'estat fonamental N1. D'aquesta manera s'aconsegueix una inversió de població entre els nivells 1 i 2 (N₂ > N1) i es pot obtenir l'amplificació òptica a la freqüència ν21.
Com que almenys la meitat de la població d'àtoms ha d'excitar-se des de l'estat fonamental per obtenir una inversió de població, el medi làser ha de rebre un bombatge molt intens. Això fa que els làsers de tres nivells siguin poc eficients, tot i ser el primer tipus de làser que es va descobrir (basat en un medi actiu robí, per Theodore Maiman el 1960). Un sistema de tres nivells també podria tenir una transició radiativa entre els nivells 3 i 2 i una transició no radiativa entre 2 i 1; en aquest cas, els requisits de bombatge són més febles. A la pràctica, la majoria de làsers són làsers de quatre nivells, que es descriuen a continuació.

### Làser de quatre nivells
Tenim quatre nivells d'energia, amb energies E1, E₂, E₃, E₄ i les poblacions N1, N₂, N₃, N₄, respectivament. Les energies de cada nivell són tals que E1 < E₂ < E₃ < E₄. En aquest sistema, la transició de bombatge excita els àtoms en estat fonamental (nivell 1) fins a la banda de bombatge (nivell 4). A partir del nivell 4, els àtoms es desexciten per mitjà d'una transició ràpida i no radiativa cap al nivell 3. Atès que la vida mitjana de la transició làser és llarga comparada amb la de la transició no radiativa (τ32 ≫ τ43), la població s'acumula en el nivell 3 (el nivell làser superior), del qual por caura, mitjançant emissió espontània o estimulada, al nivell 2 (el nivell làser inferior). Així mateix, aquest nivell 2 té una desexcitació ràpida i no radiativa fins a l'estat fonamental.
La presència d'una transició ràpida i no radiativa fa que la població de la banda de bombatge s'esgoti ràpidament (N₄ ≈ 0). En un sistema de quatre nivells, qualsevol àtom del nivell làser inferior E₂ també es desexcita ràpidament, fet que dona lloc a una població negligible en aquest estat (N₂ ≈ 0). Aquest és el punt clau, ja que amb aquest esquema, qualsevol població apreciable acumulada en el nivell 3, el nivell làser superior, crearà una inversió de població respecte al nivell 2. És a dir, sempre que N₃ > 0, es complirà que N₃ > N₂ i s'assoleix inversió de població. Així, l'amplificació òptica i l'emissió làser poden tenir lloc a una freqüència ν32 (E₃ - E₂ = hν32).
Com que només cal excitar uns pocs àtoms fins al nivell làser superior per formar una inversió de població, un làser de quatre nivells és molt més eficient que un de tres nivells, i els làsers més pràctics són d'aquest tipus. En realitat, en molts processos làser hi ha implicats molts més de quatre nivells d'energia, amb processos complexos d'excitació i desexcitació entre aquests ells. En particular, la banda de bombatge pot consistir en diversos nivells d'energia diferents, o un continu de nivells, que permeten el bombatge òptic del medi en un ampli rang de longituds d'ona.
Si bé en molts làsers el procés làser implica la transició d'àtoms entre diferents nivells electrònics, tal com es descriu al model anterior, aquest no és l'únic mecanisme que pot donar lloc a l'acció làser. Per exemple, hi ha molts làsers habituals (com els làsers de colorants o elslàsers de diòxid de carboni) en què el medi actiu està format per molècules, i els estats d'energia corresponen a nivells rotacionals i vibracionals de les molècules.

### Làsers sense inversió de població
En alguns medis és possible, imposant un camp addicional òptic o de microones, utilitzar efectes de coherència quàntica per reduir la probabilitat que es produeixi una transició entre estats excitats i l'esta fonamental. Aquesta tècnica, coneguda com a emissió làser sense inversió de població, permet l'ampliació òptica sense produir una inversió de població entre els dos estats.

## Altres mètodes per crear inversió de població
L'emissió estimulada es va observar per primera vegada a la regió de microones de l'espectre electromagnètic, que va donar lloc als màsers, amb l'amplificació de microones per emissió estimulada de radiació. A la regió de microones, la distribució de Boltzmann de les molècules entre els estats energètics és tal que, a temperatura ambient, tots els estats estan igualment poblats, gairebé.
Per crear una inversió de població en aquestes condicions, cal eliminar selectivament alguns àtoms o molècules del sistema en funció de certes diferències de propietats. Per exemple, en un màser d'hidrogen, la coneguda transició d'ona de 21 cm de l'hidrogen atòmic, en què l'electró inverteix el seu espín, de paral·lel amb l'espín nuclear a antiparal·lel, es pot utilitzar per crear una inversió de població perquè l'estat paral·lel té un moment magnètic i l'estat antiparal·lel no. Un fort camp magnètic inhomogeni separa els àtoms de l'estat d'energia superior d'un feix d'àtoms en una barreja d'estats. La població separada representa una inversió de població que pot presentar emissió estimulada.